# Janni Arnth Jensen
Janni Arnth Jensen (* 15. Oktober 1986) ist eine ehemalige dänische Fußballspielerin. Sie nahm mit der dänischen Nationalmannschaft an den Europameisterschaften 2013 und 2017 teil.

## Sportlicher Werdegang
Jensen begann mit dem Fußballspielen beim Outrup BK. Über Varde IF, wo sie ihre ersten Schritte im Erwachsenenbereich machte, kam sie 2007 zur Mannschaft von Fortuna Hjørring. Mit dem Klub gewann sie 2010 die dänische Meisterschaft in der 3F Ligaen sowie 2013 den Landespokal. Es folgten Stationen in Schweden, England und Italien.
Nachdem Jensen bereits Juniorennationalspielerin gewesen war, debütierte sie im Januar 2010 in der dänischen Nationalmannschaft. Nationaltrainer Kenneth Heiner-Møller berief sie in den Kader für die Europameisterschaft 2013. Dort bestritt sie bis zum Ausscheiden im Halbfinale gegen Norwegen nach Elfmeterschießen die beiden Spiele der Auswahl in der K.O.-Runde. Bei der EM 2017 wurde sie nur im ersten Gruppenspiel eingesetzt, das mit 1:0 gegen EM-Neuling Belgien gewonnen wurde. In der anschließenden Qualifikation für die WM 2019 wurde sie in allen neun ausgetragenen Spielen der Däninnen eingesetzt. Ihre Mannschaft scheiterte aber in den Playoffs der besten Gruppenzweiten an Europameister Niederlande.
Im September 2022 gab sie mit 35 Jahren ihr Karriereende bekannt.

## Erfolge
- Dänische Meisterin: 2009, 2010, 2014
- Dänische Pokalsiegerin: 2008
- Schwedische Meisterin: 2016, 2017
- Schwedische Pokalsiegerin: 2013/2014, 2014/2015
- Englische Meisterin 2018/19
- Vizeeuropameisterin 2017